# Inundaciones europeas de 2002
Las inundaciones europeas de 2002 tuvieron lugar el mes de agosto de dicho año. Las crecidas, entre otros, del Elba y el Danubio mataron a 110 personas y causaron daños materiales por valor de 15 000 millones de euros, de los que solo un 15% estaban asegurados, en la República Checa, Austria, Alemania, Eslovaquia, Polonia, Hungría, Rumanía y Croacia.

## Desarrollo de las inundaciones
Las inundaciones se debieron al paso de dos sistemas de baja presión desde Génova (llamados Hanne e Ilse por la Universidad Libre de Berlín) que trajeron aire cálido y húmedo desde el mar Mediterráneo hacia el norte. Se cree que los efectos de El Niño posiblemente hayan contribuido, aunque otros no están de acuerdo. Las inundaciones se desplazaron gradualmente hacia el este a lo largo del Danubio, aunque los daños en las grandes ciudades de sus costas no fueron tan graves como en las zonas afectadas por las inundaciones posteriores.
Cuando las lluvias se trasladaron al noreste hasta el Bosque de Bohemia y las áreas de origen de los ríos Elba y Vltava, los resultados fueron niveles de agua catastróficos, primero en las áreas austriacas de Mühlviertel y Waldviertel y luego en la República Checa, Turingia y Sajonia. Varias aldeas en Bohemia del Norte, Turingia y Sajonia fueron más o menos destruidas por ríos que cambiaron de curso o desbordaron masivamente sus orillas.